# Resolução 67/19 da Assembleia Geral das Nações Unidas
A Resolução 67/19 da Assembleia Geral das Nações Unidas determinou a elevação do Estado da Palestina à condição de Membro Observador da organização. A resolução foi adotada pela 67.ª Sessão da Assembleia Geral das Nações Unidas em 29 de novembro de 2012, data coincidente com a comemorações pelo Dia Internacional de Solidariedade com o Povo Palestino e aniversário da adoção da Resolução 181. A resolução, proposta pelo representante permanente da Palestina nas Nações Unidas, manteve a Organização para Libertação da Palestina como representação dos interesses do povo palestino no Sistema das Nações Unidas. Apesar de fortemente criticada pelos Estados Unidos e Israel, recebeu apoio pessoal do antigo Primeiro-ministro israelense Ehud Olmert.
A resolução foi considerada uma manobra simbólica, apesar de realmente permitir a Palestina de leva suas reivindicações formais perante a Corte Internacional de Justiça. Sua aprovação, num ano marcado pela entrada do país na UNESCO e a falha do Conselho de Segurança em "fazer uma recomendação unânime" sobre a questão, e dias após a conclusão da Operação Pilar Defensivo, também foi notada por especialistas. O novo status iguala a Palestina aos demais Observadores, como a Santa Sé, no Sistema das Nações Unidas e reconhece implicitamente a soberania de seu povo.

## Antecedentes
Em 22 de novembro de 1974, a Assembleia Geral das Nações Unidas adotou a Resolução 3237, permitindo a participação da Organização para Libertação da Palestina dos debates e sessões ordinárias na condição de entidade observadora. A resolução também permitia que a OLP atuasse conjuntamente em conferências internacionais sob auspícios da Assembleia Geral e outros órgãos das Nações Unidas.
Na Resolução 43/177 de 15 de dezembro de 1988, a Assembleia Geral reconheceu a proclamação do Estado da Palestina pelo Conselho Nacional Palestino em 15 de novembro do mesmo ano. A resolução também definia que, com efeito a partir de 15 de dezembro, a designação "Palestina" seria utilizada no lugar de "Organização para Libertação da Palestina" no Sistema das Nações Unidas.
Em 2011, durante a 66.ª Sessão da Assembleia Geral das Nações Unidas, a Palestina emitiu seu pedido formal de adesão plena às Nações Unidas, tomando como base o Artigo IV da Carta das Nações Unidas:
A admissão como Membro das Nações Unidas fica aberta a todos os Estados amantes da paz que aceitarem as obrigações contidas na presente Carta e que, a juízo da Organização, estiverem aptos e dispostos a cumprir tais obrigações. A admissão de qualquer desses Estados como Membros das Nações Unidas será efetuada por decisão da Assembléia Geral, mediante recomendação do Conselho de Segurança.
Contudo, a iniciativa Palestina 194 não chegou a ser votada no Conselho de Segurança das Nações Unidas. Somente oito dos quinze membros apoiavam a medida, um a menos do que a maioria mínima exigida, incluindo os votos concomitantes dos Membros Permanentes, estipulado pelo Artigo XXVII da Carta das Nações Unidas. Além disto, os Estados Unidos deixaram claro a intenção de vetar a resolução caso esta viesse a voto. Em 31 de outubro de 2011, a Organização das Nações Unidas para a Educação, a Ciência e a Cultura (UNESCO) admitiu a Palestina como Estado-membro, exercendo sua membresia a partir de 23 de novembro do mesmo ano.

## Moção
A moção foi proposta pelo Representante Permanente da Palestina Riyad Mansour; De acordo com o Artigo 18 da Carta das Nações Unidas, a decisão de aprovar a moção seria da maioria de membros da Assembleia Geral presentes e votantes. A moção foi publicada em 29 de novembro de 2012, dia seguinte ao debate, que contou com a participação do Presidente palestino Mahmoud Abbas. Antes da votação aberta, outros 11 países aderiram à resolução. O Reino Unido afirmou só apoiar a resolução sob garantias de conversações incondicionais sobre a condição final da Palestina. Do mesmo modo, a República Checa aderiu ao grupo de oposição à medida.

### Debate

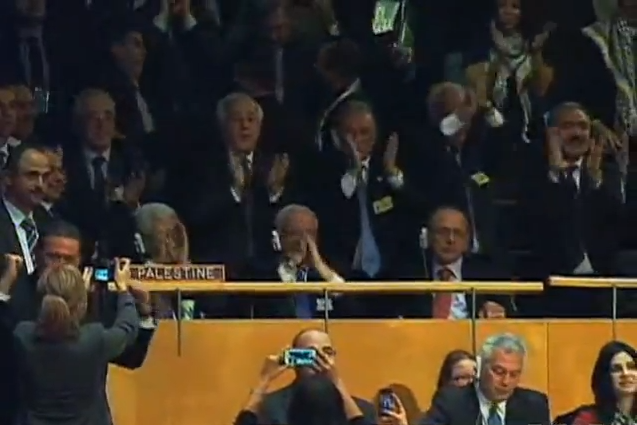
Delegação palestina celebra aprovação da Resolução 67/19.

O Presidente da Assembleia Geral, Vuk Jeremić, deu início ao debate do dia afirmando que o voto "deveria alcançar o que foi visado em 1947, uma solução de dois Estados" e expressou esperança de um retorno às relações bilaterais entre os dois povos. O Secretário-geral Ban Ki-moon, entretanto, afirmou que "as probabilidades de uma solução de dois Estados eram cada vez mais distantes" e que "os líderes devem demonstrar um senso de responsabilidade e visão histórica. Israelenses e Palestinos devem romper uma mentalidade nula e embarcar num caminho de paz".

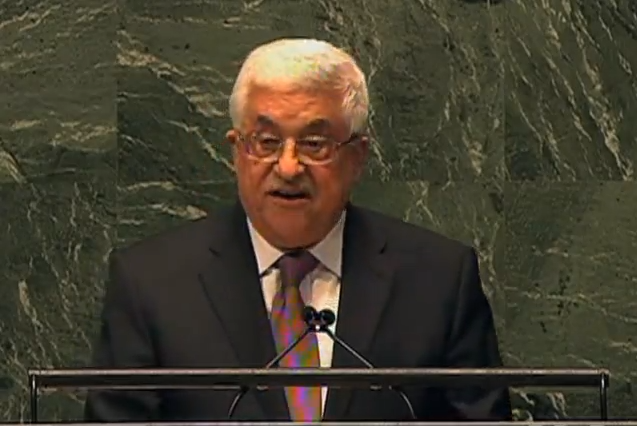
O Presidente palestino Mahmoud Abbas discursa após aprovação da Resolução 67/19.

O projeto de lei foi apresentado formalmente pelo Sudão. Outros oradores na ocasião foram: Mahmoud Abbas (Palestina), Ron Prosor (Israel), Marty Natalegawa (Indonésia), John Baird (Canadá), Ahmet Davutoğlu (Turquia) e o Presidente da Assembleia Geral Vuk Jeremić.
Abbas disse aos delegados presentes para "emitir uma certidão de nascimento da realidade do Estado da Palestina". Além disto, denunciou a Operação Pilar Defensivo pela morte de cidadãos palestinos e danificação severa da infraestrutura de Gaza; descrevendo o estabelecimento de Israel como uma Nakba e uma limpeza étnica moderna e atribuindo à Israel a falha nas negociações de paz entre as duas nações. O presidente palestino afirmou também que a delegação palestina não almejava retirar a legitimidade de "um país criado há tantos anos atrás", mas de salvar o processo de paz e garantir a independência e soberania do povo palestino, tendo Jerusalém Ocidental como capital nacional e garantindo o direito de retorno palestino.

### Resultado
| Voto       | Quantidade | Estados |
| ---------- | ---------- | --- |
| A favor    | 138        | Afeganistão Arábia Saudita Argélia Angola Antígua e Barbuda Argentina Arménia Áustria Azerbaijão Barém Bangladesh Belarus Bélgica Belize Benim Butão Bolívia Botswana Brasil Brunei Burkina Faso Burundi Camboja Cabo Verde Cazaquistão Chade Chile China Camarões Coreia do Norte Costa Rica Costa do Marfim Cuba Chipre Dinamarca Djibuti Dominica Equador Egito El Salvador Eritreia Etiópia Espanha Finlândia França Gabão Geórgia Gana Granada Grécia Guiné Guiné-Bissau Guiana Honduras Islândia Índia Indonésia Irã Iraque Irlanda Itália Jamaica Japão Jordânia Kuwait Laos Lesoto Líbia Liechtenstein Luxemburgo Malásia Maldivas Mali Malta Marrocos Mauritânia Maurícia México Moçambique Myanmar Namíbia Nepal Nova Zelândia Nicarágua Níger Noruega Omã Paquistão Peru Portugal Quênia Rússia Santa Lúcia São Cristóvão e Nevis São Vicente e Granadinas São Tomé e Príncipe Senegal Sérvia Seychelles Serra Leoa Síria Sri Lanka Sudão Suriname Essuatíni Suíça Suécia Tajiquistão Usbequistão Venezuela Vietnã Zâmbia Zimbábue |
| Contra     | 9          | Canadá Estados Unidos Ilhas Marshall Israel Micronésia Nauru Palau Panamá República Checa |
| Abstenções | 41         | Albânia Alemanha Andorra Austrália Bahamas Barbados Bósnia e Herzegovina Bulgária Camarões Colômbia Coreia do Sul Croácia Eslováquia Eslovênia Estónia Fiji Guatemala Hungria Letónia Lituânia Macedônia Malawi Moldávia Mônaco Mongólia Montenegro Países Baixos Papua Nova Guiné Paraguai Polônia República Democrática do Congo Romênia Ruanda Samoa San Marino Singapura Togo Tonga Reino Unido Vanuatu |
| Ausências  | 5          | Guiné Equatorial Kiribati Libéria Madagáscar Ucrânia |